# Pont-aqueduc des Cinq-Cantons
Le pont-aqueduc des Cinq-Cantons est un monument historique de Vaucluse, situé dans la ville de Loriol-du-Comtat. Il permet au canal de Carpentras de traverser la route départementale D 950.

## Géographie

### Localisation
Le pont-aqueduc des Cinq-Cantons se situe au nord de Carpentras sur la commune de Loriol-du-Comtat en Vaucluse.

### Hydrographie
Il enjambe la route D 950 reliant Carpentras à Orange. Il fait partie des ouvrages d'art construits lors de la mise en place des réseaux du canal de Carpentras qui est alimenté par les eaux de la Durance.

## Histoire
Il a été construit vers 1850 et est inscrit aux monuments historiques depuis 2001,.
Les architectes-ingénieurs sont Conte, Perrier, Masselin et Gendarme,.